# Waynesburg (Pennsylvania)
Waynesburg ist ein Borough im US-Bundesstaat Pennsylvania und der County Seat des Greene County. Das U.S. Census Bureau hat bei der Volkszählung 2020 eine Einwohnerzahl von 4.006 auf einer Fläche von 2,1 km² ermittelt. 
Die Region um Waynesburg ist mit mehreren Schichten von Kokskohle unterlegt. Das Gebiet ist auch reich an Coal Bed Methane, das aus dem darunter liegenden Marcellus Shale, der größten inländischen Erdgasreserve, erschlossen wird. Anfang des 20. Jahrhunderts befanden sich in Waynesburg vier große Gasverdichtungsstationen und eine Dampfschaufelfabrik.
Die Gemeinde ist der Standort der Waynesburg University und wird vom Greene County Airport bedient.

## Geschichte
Im Jahr 1796 verabschiedete die Generalversammlung von Pennsylvania ein Gesetz zur Schaffung von Greene County und teilte Washington County in zwei Teile, wobei der untere Teil zu Greene County wurde. Ein Teil der Gesetzgebung verlangte, dass eine Stadt den County-Sitz für den Abschnitt des Landes übernimmt. Man entschied sich für Waynesburg als Sitz des County, weil es im Zentrum des Countys lag. Thomas Slater besaß das Land, das heute Waynesburg ist. Slater kaufte das Land von einem Indianer für eine zweijährige Färse und ein Steinschlossgewehr. Zu dieser Zeit war für die Erschließung von Land ein Patent von William Penn erforderlich. Die Stadt wurde damals Eden genannt, benannt nach dem Mädchennamen seiner Frau Elanor. Die County Commissioners kauften die 158 Acres Land von Slater für 2376 Dollar, um ein Gefängnis, ein Gerichtsgebäude und andere öffentliche Gebäude zu bauen. Diese änderten den Namen in Waynesburg, nach dem Unabhängigkeitskriegsgeneral Anthony Wayne. 

## Demografie
Nach einer Schätzung von 2019 leben in Waynesburg 3965 Menschen. Die Bevölkerung teilt sich im selben Jahr auf in 90,1 % Weiße, 1,9 % Afroamerikaner, 1,8 % Asiaten und 3,7 % mit zwei oder mehr Ethnizitäten. Hispanics oder Latinos machten 1,6 % der Bevölkerung aus. Das mittlere Haushaltseinkommen lag bei 40.189 US-Dollar und die Armutsquote bei 21,6 %.

## Kultur und Sehenswürdigkeiten

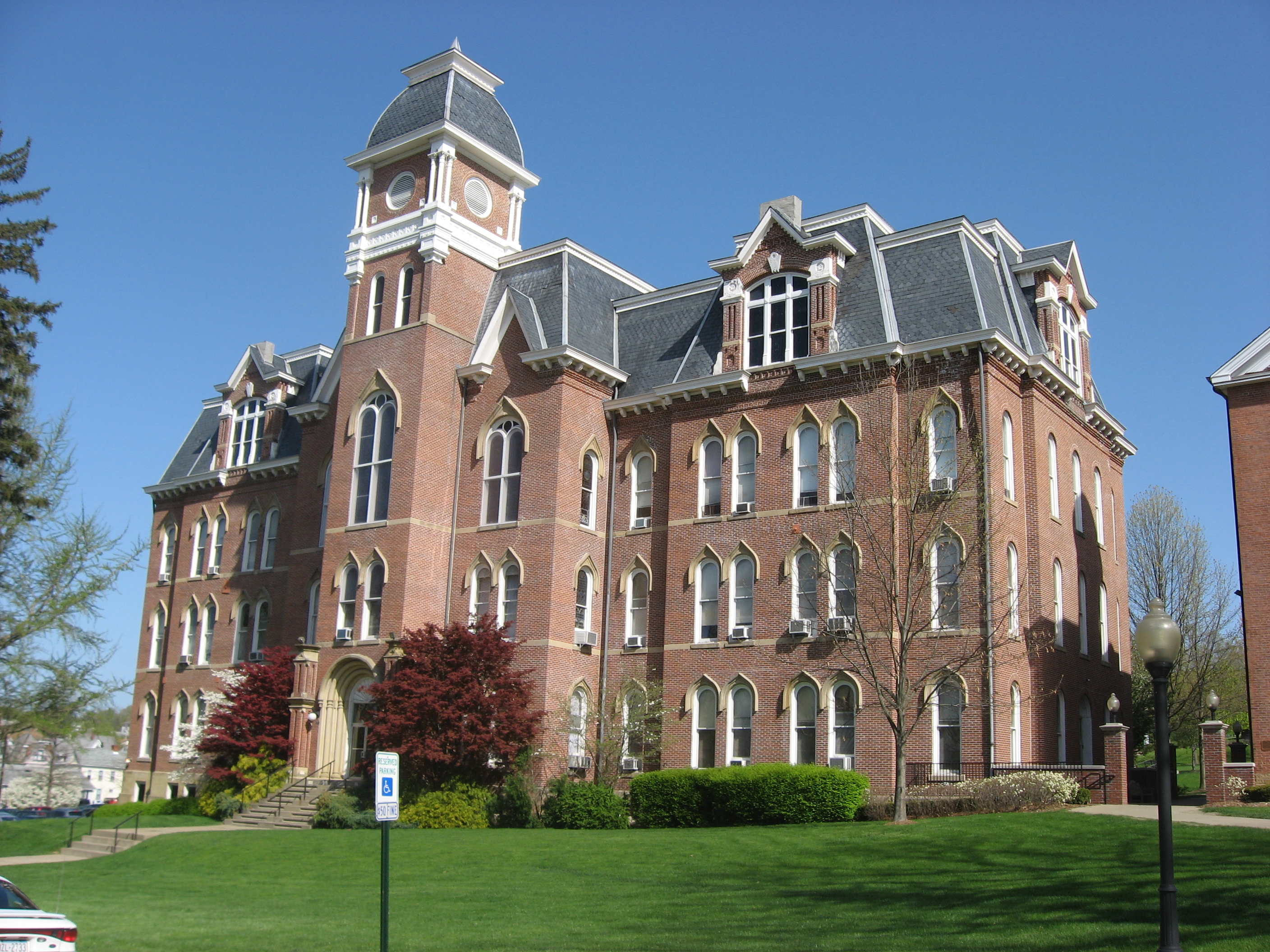
Miller Hall (2010). Dieses 1899 fertiggestellte Gebäude ist seit April 1978 im NRHP eingetragen und Teil des Campus der Waynesburg University.

Drei Bauwerke und Stätten der Stadt sind im National Register of Historic Places („Nationales Verzeichnis historischer Orte“; NRHP) des National Park Services eingetragen (Stand 26. April 2021), Hanna Hall, Miller Hall und der Waynesburg Historic District.

## Persönlichkeiten
- John Doc Wilson (1926–2023), Jazzmusiker